# سلطان مبخوت
سلطان أحمد مبخوت الهاجري (مواليد 9 مايو 1998، لاعب كرة قدم إماراتي يجيد اللعب في الهجوم مع نادي الجزيرة في دوري الخليج العربي الإماراتي .
و هو شقيق اللاعب علي مبخوت .

## روابط خارجية
- سلطان مبخوت على موقع قاعدة بيانات كرة القدم.إي يو (الإنجليزية)
- سلطان مبخوت على موقع Soccerway.com (الإنجليزية)

سلطان مبخوت